# Canet-de-Salars
 Canet-de-Salars  (en occitano Canet) es una población y comuna francesa, situada en la región de Mediodía-Pirineos, departamento de Aveyron, en el distrito de Rodez y cantón de Pont-de-Salars.

## Demografía
| 601 | 510 | 485 | 440 | 440 | 379 |
| Para los censos de 1962 a 1999 la población legal corresponde a la población sin duplicidades (Fuente: INSEE [Consultar]) |     |     |     |     |     |